# Місце проживання
Місце мешкання — юридичний термін, у якому йдеться про юридично оформлене місце, в якому індивідуум має постійне та довгострокове помешкання.

## Юридична процедура
Визначення місця мешкання індивідуума буває важливо для визначення суми та місця належних до сплати податків, для вчинення юридичних процедур (наприклад, в деяких країнах реєстрація шлюбу дозволяється лише за місцем мешкання одного з охочих укласти шлюб), для отримання послуг в державних або муніципальних установах (наприклад, в Росії та Україні від місця проживання індивідуума залежить перелік послуг, які йому має право надати конкретну муніципальна установа охорони здоров'я).
Юридична процедура оформлення житла як «місця проживання» в різних країнах різна і визначається згідно з чинними в певній країні юридичними нормами. В одних випадках при визначенні «місця проживання» враховується насамперед фактичне місце перебування індивідуума, в інших випадках фактичне місце перебування індивідуума істотного значення не має і враховується виключно юридична правильність проведення процедури оформлення.

## Місце проживання, місце перебування і реєстрація
В Україні під місцем мешкання зазвичай розуміють адміністративно-територіальну одиницю, на території якої особа мешкає терміном понад шести місяців на рік (у той час, як під місцем перебування — адміністративно-територіальну одиницю, на території якої особа проживає терміном менш ніж шість місяців на рік). У Росії та Україні нарівні з цими двома термінами також використовується термін реєстрація — внесення в паспорт або інший паспортний документ відомостей (із зазначенням адреси) про місце проживання або місце перебування індивідуума, а також внесення цих відомостей до реєстраційного обліку відповідного спеціально уповноваженого органу виконавчої влади.